# Wilbrandia dusenii
Wilbrandia dusenii là một loài thực vật có hoa trong họ Cucurbitaceae. Loài này được Harms miêu tả khoa học đầu tiên.